# Вестеросский замок
Вестеросский замок (швед. Västerås slott) — замок, расположенный в Вестеросе вблизи устья Свартона, впадающего в озеро Меларен. Он служил королевской резиденцией в XVI—XVII веках.

## История

### Средние века
В конце XI века Вестерос получил статус города, уже к тому времени он был вторым по значимости городом Швеции после Стокгольма. В XII веке там появился епископ, что потребовало строительства собора. В XIII веке Вестерос стал играть роль главной гавани в Бергслагене. Со временем стала очевидна необходимость в мощной крепости для защиты королевских владений, которая была служила ещё и резиденцией фогту, представляющему интересы короля Швеции во всём прилегающем районе. Четырехэтажный донжон был возведён на выходе из Свартона. Верхний этаж был превращён в стрельбище. Эта башня сохранилась до нынешнего времени, располагаясь в северо-восточном углу нынешнего замка.
Вестерос был втянут в кровопролитные сражения, которые привели к тому, что замок был достроен и укреплён в несколько этапов. Он играл важную роль в союзных сражениях, в XV и начале XVI веков, и был первой крепостью, которую силы Энгельбректа Энгельбректссона взяли во время своего восстания. Замок был захвачен архиепископом Йенсом Бенгтссоном в 1457 году и безуспешно осаждён в 1464 году Кристианом I. В 1522 году он был завоёван Густавом I Вазой после годовой осады.

### Вазатиден
Густав I Ваза часто бывал в Вестеросском замке королевской резиденцией, созывая в городе также парламент, и два подобных созыва сыграли важную роль в истории Швеции. Риксдаг Вестероса в 1527 году привёл к введению протестантизма в Швеции и устранению связей с Католической церковью. Во время Риксдага в 1544 году было принято решение о том, что власть в Швеции становится наследственной, а не выборной. Накануне последнего риксдага в 1540-1544 годах в замке была произведена большая перепланировка и построен новый королевский этаж и вход в восточное крыло. Юхан III продолжил строительные работы в конце 1570-х годов, когда появился новый большой Королевский зал и замковая церковь, были увеличены высота потолков и размеры окон.
Свергнутый король Эрик XIV был доставлен сюда в 1573 году и провёл год в плену в замке.
После смерти Катарины Шведской, матери короля Карла X Густава, в 1638 году, замок перестал быть королевской резиденцией, следствием чего стало его дальнейшее запустение.

### Новейшая история
Во второй половине XVII века в замке начались ремонтные работы под руководством архитектора Матиаса Шпилера. Во время войн Карла XII он использовался для содержания военнопленных. Последний заключённый покинул замок в 1857 году. Известным заключённым замка был Карл-Фредрик Лиля, который украл деньги из окружного офиса и сумел сбежать из тюрьмы.
В 1736 году замок был разрушен в результате пожара, а всё его внутреннее убранство эпохи Вазатиден было уничтожено. Огонь распространился на несколько деревянных и бревенчатых домов в непосредственной близости от здания. Замок начал восстанавливаться в середине 1740-х годов архитектором Карлом Хорлеманом, работы были завершены в 1750-х годах. 
В течение XIX века были внесены некоторые внутренние изменения, и в течение 1920-х годов была проведена реставрация замка. В 1961 году Административный совет округа переехал в недавно построенный загородный дом, а замок был отремонтирован в 1965—1966 годах под руководством архитектора Нильса Теша. После этого туда переехал Музей лена Вестманланд, который однако покинул его в 2010 году, перебравшись в новое помещение на Карлсгатан, 2. Характерный для замка красный цвет появился лишь в XX веке.

## Нынешнее время
Меньшая часть замка в последние годы модернизирована и переоборудована в резиденцию губернатора округа. Другая часть замка в настоящее время арендуется университетом Мелардален, в котором есть зал для исполнения камерной музыки.

## Галерея
- Вестеросский замок летом 2014 года.
- Вид со двора замка.
- Единственный вход в замок.
- Лестница в замке.